# Мухинський (селище)
Мухинський (рос. Мухинский) — селище у Октябрському районі Амурської області Російської Федерації. Розташоване на території українського історичного та етнічного краю Зелений Клин.
Входить до складу муніципального утворення Мухинська сільрада. Населення становить 572 осіб (2018).

## Історія
З 20 жовтня 1932 року входить до складу новоутвореної Амурської області.
З 1 січня 2006 року органом місцевого самоврядування є Мухинська сільрада.

## Населення
| 2002 | 2010 | 2012 | 2013 | 2014 | 2015 | 2016 |
| ---- | ---- | ---- | ---- | ---- | ---- | ---- |
| 708  | ↘626 | ↗627 | ↘622 | ↘590 | ↘584 | ↘572 |
| 2017 | 2018 |      |      |      |      |      |
| ↘562 | ↗572 |      |      |      |      |      |